# Pluszcz białogłowy
Pluszcz białogłowy (Cinclus leucocephalus) – gatunek małego ptaka z rodziny pluszczy (Cinclidae), zamieszkujący Amerykę Południową. Nie jest zagrożony.

## Systematyka
Gatunek ten naukowo opisał w 1844 roku Johann Jakob von Tschudi. Autor jako miejsce typowe wskazał Peru, Region Junín. Takson ten tworzy nadgatunek z narażonym na wyginięcie pluszczem rdzawogardłym (C. schulzii) i jest z nim najbliżej spokrewniony ze wszystkich pluszczy. Często były one łączone w jeden gatunek, ale obecnie są uznawane za odrębne gatunki.
Wyróżnia się trzy podgatunki pluszcza białogłowego:
- C. leucocephalus rivularis Bangs, 1899 – pluszcz plamkowany[3]
- C. leucocephalus leuconotus P.L. Sclater, 1858 – pluszcz białogrzbiety[3]
- C. leucocephalus leucocephalus von Tschudi, 1844 – pluszcz białogłowy

### Etymologia
- Cinclus gr. κιγκλος kinklos – mały ptak przybrzeżny[7], machający ogonem wymieniany przez takich przyrodników i myślicieli jak Arystoteles, Arystofanes, Claudius Aelianus (Aelian) i innych, być może pliszka (Motacillidae) lub bekas (Scolopacidae). Inni późniejsi autorzy mianem cinclus określali m.in. pliszki, kosy, inne drozdy, a także pluszcza. Nazwa cinclus w ornitologii określa gatunki ptaków przypominające drozdy, lecz niekoniecznie z nimi spokrewnione[8].
- leucocephalus – gr. λευκοκεφαλος leukokephalos „białogłowy”, od λευκος leukos – „biały, biel” oraz κεφαλος kefalos – „głowa”[9].

### Pozycja systematyczna
Istnieje wiele spekulacji na temat pozycji systematycznej pluszczy. Według Voelkera pluszcze są taksonami siostrzanymi do drozdowatych (Turdidae). Natomiast inni, jak Ulf S. Johansson, Jon Fjeldså czy Rauri C.K. Bowie uważają, że pluszcze stanowią grupę siostrzaną do wszystkich ptaków z nadrodziny Muscicapoidea, czyli także do muchołówek (Muscipidae), szpaków (Sturnidae), filipińczyków (Rhabdornithinae, podrodzina szpakowatych), bąkojadów (Buphagidae) i przedrzeźniaczy (Mimidae). Poniższy kladogram obrazuje pozycję systematyczną Voelkera, który zbadał cytochromy b oraz ND2, twierdząc, że pluszcze są bliższe drozdom niż innym przedstawicielom Muscicapoidea:
|  | C. cinclus |
|  |            |
|  | C. pallasi |
|  |            |

|  | C. mexicanus                                                     |
|  |                                                                  |
|  | \| \| C. leucocephalus \| \| \| \| \| \| C. schulzii \| \| \| \| |
|  |                                                                  |
|  | C. leucocephalus                                                 |
|  |                                                                  |
|  | C. schulzii                                                      |
|  |                                                                  |

|  | C. leucocephalus |
|  |                  |
|  | C. schulzii      |
|  |                  |

|  | C. cinclus |
|  |            |
|  | C. pallasi |
|  |            |

|  | C. mexicanus                                                     |
|  |                                                                  |
|  | \| \| C. leucocephalus \| \| \| \| \| \| C. schulzii \| \| \| \| |
|  |                                                                  |
|  | C. leucocephalus                                                 |
|  |                                                                  |
|  | C. schulzii                                                      |
|  |                                                                  |

|  | C. leucocephalus |
|  |                  |
|  | C. schulzii      |
|  |                  |

|  | C. cinclus |
|  |            |
|  | C. pallasi |
|  |            |

|  | C. mexicanus                                                     |
|  |                                                                  |
|  | \| \| C. leucocephalus \| \| \| \| \| \| C. schulzii \| \| \| \| |
|  |                                                                  |
|  | C. leucocephalus                                                 |
|  |                                                                  |
|  | C. schulzii                                                      |
|  |                                                                  |

|  | C. leucocephalus |
|  |                  |
|  | C. schulzii      |
|  |                  |

|  | C. cinclus |
|  |            |
|  | C. pallasi |
|  |            |

|  | C. mexicanus                                                     |
|  |                                                                  |
|  | \| \| C. leucocephalus \| \| \| \| \| \| C. schulzii \| \| \| \| |
|  |                                                                  |
|  | C. leucocephalus                                                 |
|  |                                                                  |
|  | C. schulzii                                                      |
|  |                                                                  |

|  | C. leucocephalus |
|  |                  |
|  | C. schulzii      |
|  |                  |

## Morfologia
Gatunek nie do pomylenia na swoim zasięgu występowania, ze względu na swą „oryginalność”. Odzywa się przenikliwym „dziit”, szczególnie słyszalnym podczas lotu. Podgatunek nominatywny (C. l. leucocephalus) posiada białą głowę oraz brunatny tułów. Podgatunek C. l. leuconotus posiada grzbiet, brzuch, głowę całkowicie białe. Cały jego tułów natomiast jest czarno-brunatny. Natomiast ostatni z podgatunków, pluszcz plamkowany (C. l. rivularis), jest prawie całkowicie brunatny z białymi prześwitami na główce. Podczas rozkładania skrzydeł widać białe plamy.

## Występowanie i środowisko
W zależności od podgatunku pluszcz białogłowy zamieszkuje inne tereny:
- C. leucocephalus rivularis – północna Kolumbia (góry Sierra Nevada de Santa Marta[13])
- C. leucocephalus leuconotus – od zachodniej Wenezueli po Ekwador
- C. leucocephalus leucocephalus – Peru i Boliwia

Podobnie jak inne pluszcze, gatunek ten prowadzi ziemno-wodny tryb życia. Zamieszkuje potoki, rzeczki, wśród skał, gdzie może nurkować i polować na swe ulubione ofiary. W centralnych Andach widywany na wysokościach od 900 do 3100 m n.p.m. Przeważnie jednak zamieszkuje tereny nizinne blisko wód śródlądowych.

## Ekologia i zachowanie

### Zachowanie i odżywianie się
Ptaki te podczas żerowania machają energicznie skrzydłami, zachowanie to opisała M. Josephine Babin. Takie zachowanie zaobserwowali jeszcze inni tj. Fjeldså i Krabbe (1990), jednak ich obserwacje nie były związane z machaniem skrzydłami ptaków przed posiłkiem, a w innych celach (które obecnie nie są potwierdzone). Takie trzepotanie skrzydłami ma najprawdopodobniej wypłoszyć ukryte insekty, aby można było je łatwiej dostrzec oraz złapać. Podobne zachowanie zaobserwowano u przedrzeźniaczy (Mimidae) oraz u: szpaka (Sturnus vulgaris), bączka amerykańskiego (Ixobrychus exilis) oraz kukawki kalifornijskiej (Geococcycx californianus).
Babin zaobserwowała parkę ptaków, które przyleciały nad potok w celu znalezienia pokarmu: ptaki zleciały się znad skał, wybrały miejsce żerowania, zaczęły żerować, aż w końcu odleciały w inne miejsce. Z obserwacji wynika, że ptaki także rozdzielają się i wybierają płaskie, wielkie głazy, na których mogą wypatrywać ofiar. Umiejętność polowania i czatowania na zdobycz wymaga dużego wysiłku oraz nauczenia się. Zdarzało się, że ptaki młodociane ślizgały się po skałach i wpadały do wody. Dorosłe ptaki machały i trzepotały skrzydłami oraz zanurzały głowę pod wodę, w celu znalezienia pokarmu, przy okazji poruszały się po skałach bardzo żwawo i pewnie.
Żołądki pluszczy zawierały plankton, kamyczki, fragmenty roślin (detrytus) oraz także fragmenty bezkręgowców (pokrywy i skrzydła chrząszczy Coeloptera).

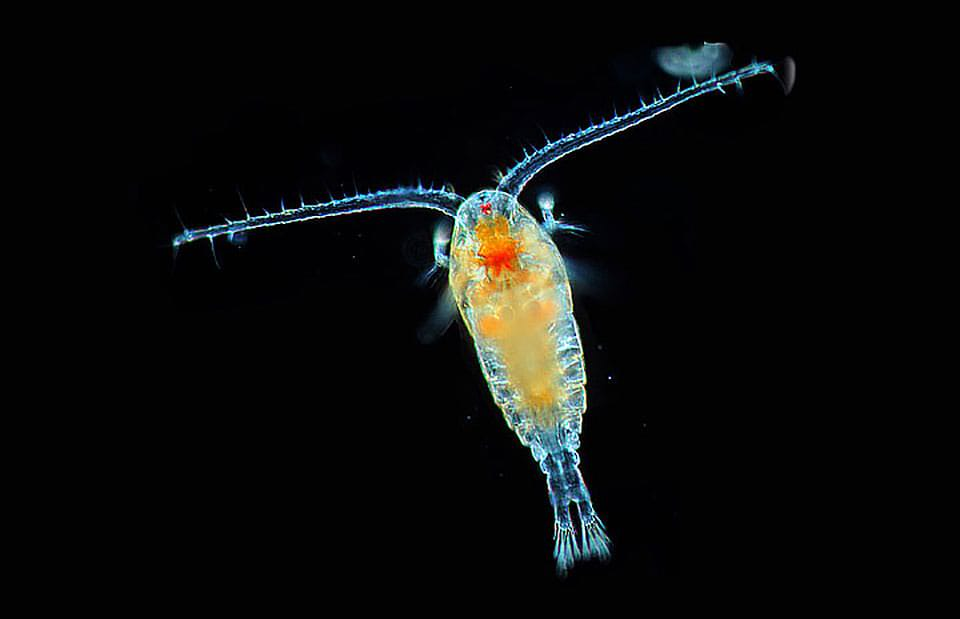
Plankton, w którego skład wchodzi ten oczlik (Cyclops), to ulubiony pokarm pluszcza białogłowego

### Lęgi
Rozród tego ptaka był bardzo słabo poznany, w 1939 roku opisano tylko jego gniazdo, jaja i pisklęta nie są nadal dobrze poznane. Okazuje się, że ptaki te budują gniazda typowe dla innych pluszczy. Jest to mała, omszała kula wyściełana liśćmi bambusa (Bambusa), w środku znajduje się małe sklepienie, w którym przebywają jaja, a później także pisklęta. Alexander Frank Scutch opisał je jako podobne do gniazda strojnogłowika oliwkowego (Arremon castaneiceps). Gniazda położone są na klifach skalnych, w skałach nad górskimi potokami. Niekiedy monitorowane ptaki budowały swe gniazda w szczelinach pod betonowymi mostami. Gniazdo znajduje się zwykle 2,2 ± 0,9 m nad wodą.
Późniejsze badania uzyskały wynik inkubacji jaj, wychowywania piskląt oraz wynik zniosu. Samica składa 2 jaja do małej miseczki w kuli. Inkubacja jaj jest bardzo długa jak na przedstawiciela wróblowych (Passeriformes). Obserwowane gniazda z pisklętami wykazały, że podloty mogą opuszczać gniazdo po 21 dniach od wyklucia.

## Status
Międzynarodowa Unia Ochrony Przyrody (IUCN) uznaje pluszcza białogłowego za gatunek najmniejszej troski (LC – Least Concern). Liczebność populacji nie jest znana, ale ptak ten opisywany jest jako dość pospolity, lecz rozmieszczony plamowo. Ze względu na brak dowodów na spadki liczebności bądź istotne zagrożenia dla gatunku, BirdLife International uznaje trend liczebności populacji za stabilny.